# Энрикес, Сесар (режиссёр)
Сесар Энрикес Лудерт (исп. César Enríquez Ludert; 15 июня 1918, Пуэрто-Кабельо — 20 апреля 1999, Каракас) — венесуэльский кинорежиссёр и художник.
Окончил Школу пластических искусств в Каракасе, после чего до 1945 г. преподавал там же, в 1943 г. был удостоен гран-при на художественном салоне имени Артуро Мичелены в Валенсии. В 1945 г. был направлен министерством образования Венесуэлы в Лос-Анджелес для обучения профессии художника-постановщика, затем в 1947—1949 гг. продолжал обучение кинорежиссуре в Институте высших кинематографических исследований в Париже, где одновременно входил в группу венесуэльских художников во Франции Инакомыслящие, действовавшую в 1945—1950 гг. Во Франции же подпал под влияние итальянского неореализма: по словам самого Энрикеса, он «был очарован этой системой, порывавшей со всем традиционным, что было в <прежнем> картонном кинематографе».
Вернувшись в Венесуэлу, работал на киностудии Civenca Антонио Басе. В 1950 году снял свою дебютную картину «Лестница» (исп. La Escalinata) — неореалистическую драму из жизни городской бедноты, высоко оцененную критикой, но не получившую зрительского признания. В фильме снимались преимущественно непрофессиональные актёры, но актриса Мария Луиса Сандоваль начала с этой картины свою успешную карьеру. Затем Энрикес перешёл на телевидение и в течение многих лет работал на RCTV, первой его важной работой стал детективный сериал «Дела инспектора Ника» (исп. Los casos del inspector Nick) по сценарию Альфредо Кортины, затем последовал ряд «мыльных опер». В 1955 г. снял второй художественный фильм, «Барабаны на холме» (исп. Tambores en la colina), в котором сыграла свою первую роль в кино Америка Алонсо.
В поздние годы вернулся к живописи в манере абстрактного экспрессионизма.
Был женат на актрисе Виолете Гонсалес; младший из их трёх детей — художник Карлос Энрикес Гонсалес (род. 1968).